# Daryl Bultor
Daryl Georges Bultor (ur. 17 listopada 1995) – francuski siatkarz, grający na pozycji środkowego. Od sezonu 2020/2021 występuje w drużynie Tourcoing LM.

## Sukcesy reprezentacyjne
Mistrzostwa Europy Juniorów:
- 2014

Liga Światowa:
- 2017[1][2]

Memoriał Huberta Jerzego Wagnera:
- 2017
- 2018

Liga Narodów:
- 2024[3]
- 2021

Igrzyska Olimpijskie:
- 2020

## Odznaczenia
- Chevalier Orderu Legii Honorowej – 2021[4]